# Richard Lightburn Sutton
Richard Lightburn Sutton (1878 — 1952) foi um dermatologista norte-americano. Ele é conhecido como o homônimo para a doença de Sutton, também conhecido como ulceração aftosa, ou afta.